# Willem Beijerinck (1756-1808)
Willem Beijerinck (Nijmegen, 2 augustus 1756 - Lent, 6 december 1808) was landmeter en waterbouwkundige. Hij was de zoon Martinus Beijerinck (1718-1782) en Gijsberta Swinnas. Hij was getrouwd met Baukje Maria Dibbetz.     
Hij was opgeleid tot en aangesteld als beëdigd landmeter in de provincie Gelderland, maar legde zich meer toe op de waterbouwkunde. Onder leiding van Christiaan Brunings werden tussen 1771 en 1782 door Beijerinck verschillende belangrijke verbeteringen uitgevoerd in de waterverdeling van de Rijntakken. Aan het eind van zijn leven ontwierp hij een plan tot het afsluiten van de Beneden Rijn, dit plan kreeg de goedkeuring van koning Lodewijk-Napoleon. Generaal Krayenhoff heeft dit denkbeeld uitgewerkt, dat eigenlijk van Willems vader Martinus Beijerinck was. Dit is uitgegeven door Krayenhoff onder zijn naam als: Proeve van een ontwerp tot sluiting van de rivieren de Neder Rijn of Lek, en het storten van haar water op den IJssel. Jan Blanken had hier later nogal wat commentaar op in zijn publicatie van 1823.
 

Tijdens de watersnood van 1809 betuigde koning Lodewijk openlijk in de nieuwsbladen, dat hij in die treurige omstandigheden Beijerincks vroegtijdige dood meer dan ooit betreurde.            
- Biografisch Portaal: 41736974
- Digitale Bibliotheek voor de Nederlandse Letteren: beij020